# Juan Ángel Arias Boquín
Juan Ángel Arias Boquín (né le 7 août 1859 à Comayagua et mort le 29 avril 1927 à Quiriguá au Guatemala) est un homme d'État hondurien. Il est président du Honduras du 18 février au 13 avril 1903.